# Kōhei Ezaki

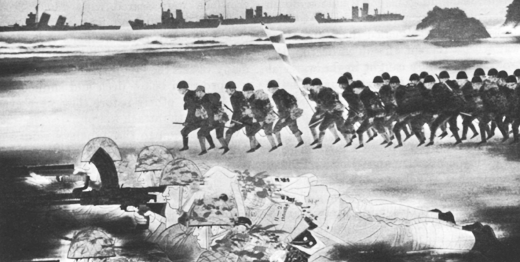
Debarcarea Regimentului 144 Infanterie, Detașamentul din Marea Sudului, în cursul Bătăliei din Guam (1941). Pictură de Kōhei Ezaki

Kōhei Ezaki (江崎 孝坪 Ezaki Kōhei?, n. 15 iunie 1904 – d. 27 iunie 1963) a fost un pictor și creator de costume japonez.

## Biografie
Kōhei Ezaki s-a născut în 1904 în micul oraș Takato din prefectura Nagano, a fost un elev al celebrului pictor japonez de tablouri Nihonga Seison Maeda (1885-1977) și a lucrat el însuși ca pictor de tablouri Nihonga în Japonia. În anii 1950, la fel ca Maeda, s-a implicat în industria cinematografică ca scenograf și creator de costume. Regizorul Akira Kurosawa l-a angajat pe post de consultant artistic pe probleme de folclor pentru filmul multipremiat Cei șapte samurai cu Toshirō Mifune în rolul principal. Ezaki s-a implicat, de asemenea, în calitate de creator de costume, obținând o nominalizare în 1957 la Premiul Oscar pentru cele mai bune costume, categoria film alb-negru.
În 1957 și 1958 Kurosawa l-a angajat din nou pe post de supervizor artistic al filmelor Tronul însângerat și The Hidden Fortress. În 1960 a fost consultant artistic al filmului istoric Fuefukigawa, regizat de Keisuke Kinoshita.
Ezaki a murit pe 27 iunie 1963, la vârsta de 59 de ani.

## Premii
- 1957: nominalizare la Premiul Oscar pentru cele mai bune costume pentru Cei șapte samurai[5][6][8]

## Filmografie (selecție)

### Creator de costume
- 1954: Cei șapte samurai (Shichinin no samurai)[5][6]

### Consultant artistic
- 1954: Cei șapte samurai (Shichinin no samurai)[3][4]
- 1957: Tronul însângerat (Kumonosu-jō)[9]
- 1958: The Hidden Fortress (Kakushi-toride no san-akunin)[10]
- 1960: Fuefukigawa

## Legături externe
- Kōhei Ezaki la Internet Movie Database